# Estação Tancredo Neves
Tancredo Neves é uma estação de trem da Zona Oeste do Rio de Janeiro, localizada no bairro de Santa Cruz.

## História

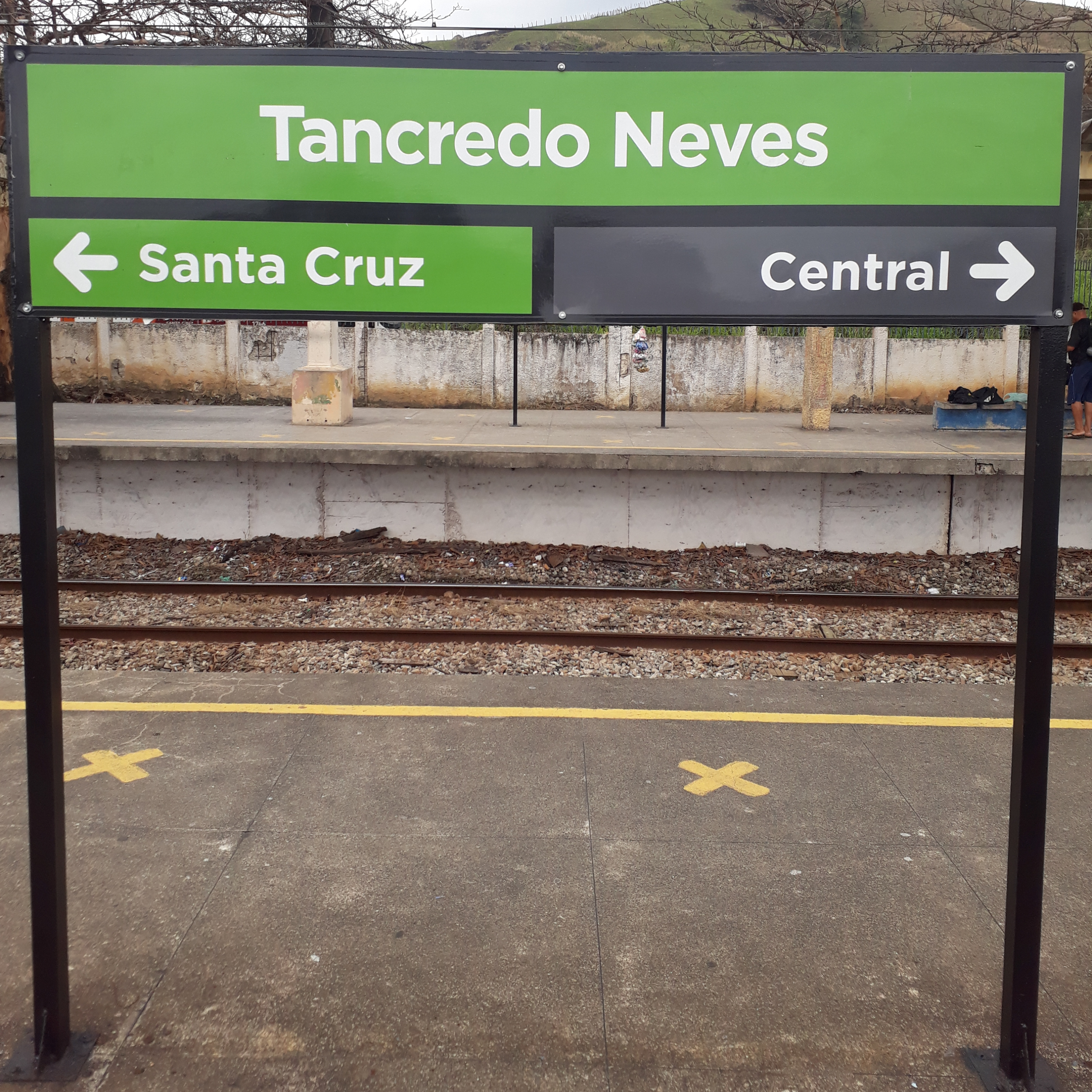
Placa Tancredo Neves

O projeto da estação surgiu em 1985 por iniciativa popular dos moradores do conjunto habitacional Antares (que possuía à época cerca de 20 mil habitantes) , tendo por objetivo atender a demanda existente em Antares. Em 1 de novembro de 1985 a CBTU lança o edital de tomada de preços 001/STU-RJ/85 visando construir a estação. Ao longo da obra, a estação teve seu nome mudado de "Antares" para Tancredo Neves", em homenagem ao presidente eleito recém falecido. A construção da estação desencadeou a ampliação dos serviços públicos em Antares, com a construção de três CIEP's. A briga política entre a União (controlada pelo PMDB) e o estado (controlado pelo PDT) em torno da estação ameaçava sua inauguração, prevista para novembro de 1986.
Posteriormente, a CBTU tentou inaugurar a estação em janeiro de 1987 com a presença de Risoleta Neves e os demais familiares de Tancredo, mas a família Neves não queria a inauguração antes do governador do Rio Leonel Brizola deixar o cargo, em fevereiro. Assim, a estação permaneceu fechada por vários meses até ser inaugurada por Dona Risoleta em 10 de julho de 1987, em comemoração aos 50 anos de eletrificação dos subúrbios da Estrada de Ferro Central do Brasil. Com plataformas de 300 m de comprimento e prédio com mezanino sobre a plataforma, a estação custou Cz$ 12,7 milhões, sendo prevista uma demanda diária de 7 mil passageiros.
Hoje serve à Supervia.

## Plataformas
Plataforma 1A: Sentido Santa Cruz 
Plataforma 2B: Sentido Central do Brasil

## Fonte
- Max Vasconcellos: Vias Brasileiras de Comunicação, 1928;